# Clarion Congress Hotel České Budějovice
Clarion Congress Hotel České Budějovice (do roku 2011 Hotel Gomel) je hotel v Českých Budějovicích. Nachází se nedaleko centra města, na Pražské ulici. Má k dispozici 205 pokojů, většinou dvoulůžkových. Jeho budova je 71 m vysoká a má 17 podlaží, patří mezi 50 nejvyšších budov v České republice. 

## Historie
Otevřen byl roku 1982 a původně byl pojmenován podle města v Bělorusku. Původní název měl být Krystal, narychlo se před otevřením rozhodlo, z důvodu partnerství města České Budějovice s městem Gomel v tehdejším Sovětském svazu, že hotel ponese jméno Gomel. Hotel Gomel koupila v roce 1997 rodina Hartlova. V roce 2005 byla dokončena kompletní rekonstrukce celého hotelu. V roce 2007 jej Hartlovi prodali společnosti CPI Hotels. V únoru 2011 CPI Hotel Gomel uzavřela kvůli další kompletní rekonstrukci, která trvala 14 měsíců do dubna 2012, kdy byl hotel znovuotevřen ovšem pod novým názvem: Clarion Congres Hotel České Budějovice. Celková investice dosáhla 320 milionů korun.